# Liste der Einträge im National Register of Historic Places im Edwards County (Illinois)

Lage des Edwards County in Illinois

Die Liste der Einträge im National Register of Historic Places im Edwards County in Illinois führt die Bauwerke und historischen Stätten im Edwards County auf, die in das National Register of Historic Places aufgenommen wurden.
| [ 1 ] | Name                        | Bild                        | Eintragsdatum        | Lage                                              | Ort    | Beschreibung |
| ----- | --------------------------- | --------------------------- | -------------------- | ------------------------------------------------- | ------ | ------------ |
| 1     | St. John's Episcopal Church | St. John's Episcopal Church | 2012 ID-Nr. 12000027 | 20 East Cherry Street 38° 22′ 32″ N, 88° 3′ 27″ W | Albion |              |